# Ewa Machut-Mendecka
Ewa Krystyna Machut-Mendecka (ur. 9 kwietnia 1946 w Warszawie, zm. 4 grudnia 2021 tamże) – polska arabistka i islamistka, literaturoznawczyni, pracowała w Katedrze Arabistyki i Islamistyki Uniwersytetu Warszawskiego.
W 1964–1969 studiowała arabistykę na Uniwersytecie Warszawskim. Była uczennicą Józefa Bielawskiego. W 1971 przebywała na Uniwersytecie Kairskim, a w 1975–1976 w Instytucie Sztuk Teatralnych w Kairze. W 1979 otrzymała stopień doktora na podstawie pracy Obraz przemian społeczno-politycznych w dramaturgii egipskiej lat 1871–1975. 31 maja 1993 habilitowała się na Wydziale Neofilologii Uniwersytetu Warszawskiego na podstawie rozprawy Główne kierunki rozwojowe dramaturgii arabskiej. Tytuł profesora otrzymała 8 czerwca 2006.
Była badaczką literatury współczesnej krajów arabskich ze szczególnym uwzględnieniem dramatu arabskiego. Do jej zainteresowań należały także sytuacja kobiet w islamie oraz szeroko pojęta etnografia krajów arabskich. Prowadziła zajęcia z zakresu gramatyki dialektu kairskiego języka arabskiego, seminaria magisterskie, wykłady ze współczesnej literatury arabskiej oraz zajęcia z zakresu islamu.
Córka Edwarda i Jadwigi. Pochowana na cmentarzu ewangelicko-augsburskim w Warszawie.

## Publikacje
- Współczesny dramat egipski, Państwowe Wydawnictwo Naukowe, Warszawa 1984.
- Nowa i współczesna literatura arabska XIX i XX w. Literatura Arabskiego Maghrebu, praca zbiorowa: Józef Bielawski, Jolanta Kozłowska, Krystyna Skarżyńska-Bocheńska, Ewa Machut-Mendecka Państwowe Wydawnictwo Naukowe, Warszawa 1989.
- Główne kierunki rozwojowe dramaturgii arabskiej, Wydawnictwa Uniwersytetu Warszawskiego, Warszawa 1992.
- The Art of Arabic Drama. A Study in Typology, Dialog, Warszawa 1997.
- Studies in Arabic Theatre and Literature, Dialog, Warszawa 2000.
- Być kobietą w Oriencie, praca zbiorowa: Ewa Machut-Mendecka, Danuta Chmielowska, Barbara Grabowska, Dialog, Warszawa 2001.
- Archetypy islamu, Eneteia, Warszawa 2003.
- Oblicza współczesnego islamu, Academica Wydawnictwo SWPS, Warszawa 2003.
- Świat tradycji arabskiej, Eneteia, Warszawa 2005.
- Współczesna literatura arabska, w: Historia literatury światowej t.12, Literatury Wschodu, Pinnex, Kraków 2006, s.107–128.
- Czas hidżabu. Konteksty kultury arabskiej, Katedra Arabistyki i Islamistyki Uniwersytetu Warszawskiego, Warszawa 2018.